# 水琴窟
水琴窟（すいきんくつ）は、日本庭園の装飾の一つで、手水鉢の近くの地中に作りだした空洞の中に水滴を落下させ、その際に発せられる音を反響させる仕掛けで、手水鉢の排水を処理する機能をもつ。水琴窟という名称の由来は不明である。同系統もしくは同義の言葉に洞水門（）がある。伏鉢水門（）、伏瓶水門（）、摺鉢水門（）ともいう。

## 歴史
『桜山一有筆記』には、小堀政一（別名小堀遠州）が18歳の時に以下のような水琴窟を造り、古田重然を驚かせたという逸話が登場する。
『桜山一有筆記』には、「洞水門、摺鉢水門は遠州より初まりし事也」と記されている。
江戸時代に庭園の設備として用いられるようになり、明治時代には盛んに用いられたが次第に廃れていった。1980年代に新聞やテレビ番組で取り上げられたことをきっかけにその存在が広く知られるようになった。

## 構造

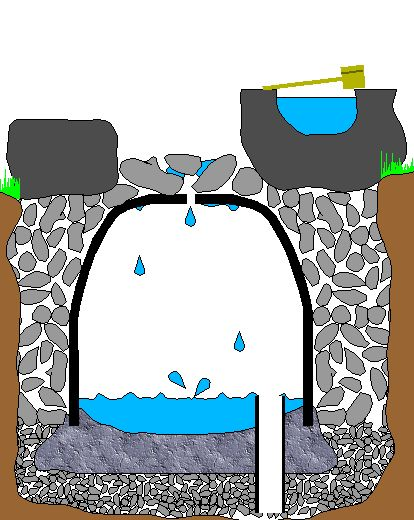
瓶を用いた水琴窟の断面

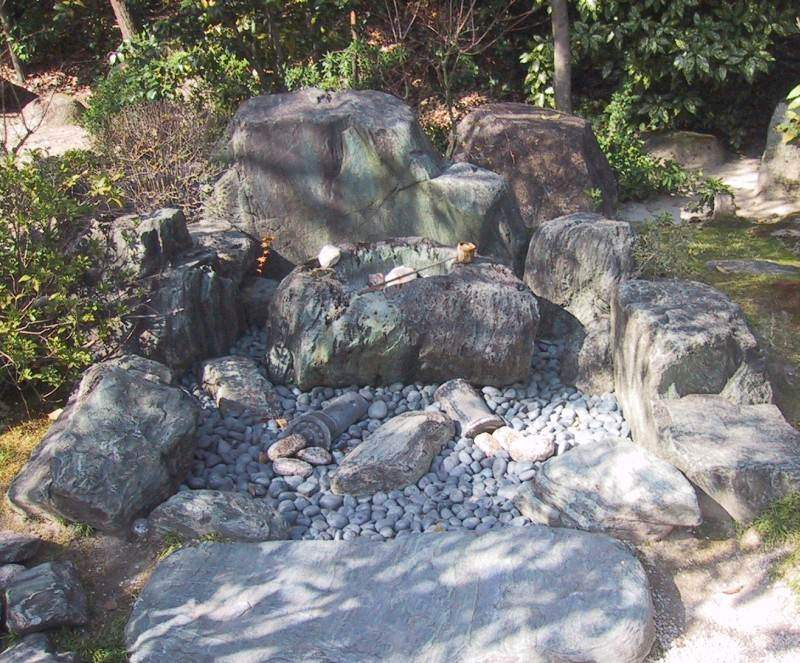
2つの瓶からなる岩崎城の水琴窟

水琴窟は手水鉢の近くに設けられた地中の空洞の中に手水鉢の排水を落とし、その音が地上に聞こえるように設計される。この時、排水は滴水化して落とす。具体的な過程としては、縦穴を伝って流れ落ちた水が水滴となって空洞の底面に溜まった水に落ち、その際に発せられた音がヘルムホルツ共鳴によって増幅され、縦穴を通して外部に漏れる。
多くの場合、空洞は瓶を逆さにして地中に埋めることによって作りだされる。空洞の形状には吊鐘形（円柱形、上部は半球形）、銅壺形（角柱形、上部は水平もしくは若干反った形）、龕灯形（円柱形、上部はが大きく反った形）がある。東京農業大学教授の平山勝蔵によると、音響面の効果は吊鐘形が最も大きい。より大きな効果を得るための方法としては吊鐘形の空洞を二重に設ける、空洞の側壁の裏側に隙間を造り出すといった方法がある。空洞の幅と深さの関係のバランスによって音の質に違いが生じる。空洞の側面および上部は石・陶器・金属などによって造られ、側面には土留が設置される。底部は丸小石、割石、煉瓦、瓦などによって造られる。滴音の反響を大きくするには底部に水を溜める工夫をする必要がある。空洞の上部には水を落とし、さらに音を空洞の外部に漏らすための縦穴をあける。平山はこの縦穴の寸法について、「内法3cm、深さ3cm」が最適としている。水が空洞の壁を伝って流れ落ちないようにするため、縦穴の下端には水切りを用意する必要がある。縦穴の上部は方形または円形かつすり鉢状に整形される。この部分は流れ落ちる水の量および勢いが必要以上のものとなることを防ぐための堤防の機能をもち、滴音が一定に保たれる。
伝統的な水琴窟は茶室前の蹲踞（つくばい）に併設されることが多い。空洞の中に溜まる水の量を一定に保つ（溜まり過ぎた水を排出する）ため、底には排水管が設けられる。瓶を使用する場合、その底（空洞の頂上部）には穴が開けられ、地上から水を導くための管が取り付けられる。

## 構築法の例
以下、現代における瓶を用いた構築方法の一例について述べる。

### 瓶の加工
まず、瓶の底に穴を開ける。次に逆さにして地中に埋めた際に水が溜まるよう、瓶の口を塞ぐ。方法は8分目まで砂を入れ、その上にモルタルを流し込み、それが固まった後で水を注いで砂を流しだす。その際に排水管も取り付ける。なおモルタルで口を塞がない場合については#穴の中に瓶を入れるの節で述べる。

### 瓶を入れるための穴を掘る
次に瓶を埋めるための穴を掘る。一般に、穴の底には排水管を通して流れてきた水を自然排水するための層（排水層）を作る。具体的には一番下に栗石（川原などの石）などを敷き、その上に砂を入れる。砕石や瓦を入れてもよい。その上に瓶を置くため、砂の層は水平にする。別途排水設備を備え付ける場合には排水層を設けず、直接瓶を逆さにして入れてもよい。なお、掘った穴が崩れるのを防ぐため、井戸枠を入れる場合もある。井戸枠と穴の壁との間の隙間は土などを入れて突き固める。

### 穴の中に瓶を入れる
次いで穴の中に瓶を逆さに入れる。この時、砂の中に瓶が埋まらないように、砂の上にコンクリートブロックなどを置き、その上に瓶を乗せるようにする。瓶を置いた後は、瓶と穴の壁（もしくは井戸枠）の隙間に砕石を入れる。砕石は瓶の底（空洞の天井部）と同じ高さまで入れる。その後はネットを引きその上に砂利を敷く。この際、瓶の底の穴管を通すなど、排水が水滴となって瓶の中へ落ちるための工夫を施す。工夫を施さない場合、水は瓶の側面を伝うだけで水滴とならない場合がある。また、砂利などが穴の中に落ちないようする。
ちなみに瓶の口をモルタルで塞いでいない場合の瓶の置き方には以下のようなものがある。
- 瓶の口を直接土に触れる形で逆さに置く方法[† 2][18]
- 穴の底に受け皿を敷いてその上に瓶を逆さに乗せる方法[19]
- 瓶の上に別の瓶を逆さに乗せることで蓋をする方法[20]。

この後、手水鉢を設置する。水琴窟に流れ込む排水の量が多すぎると良い音が出ない場合があるので、水琴窟の口とは別の排水口も設置する。

## 音

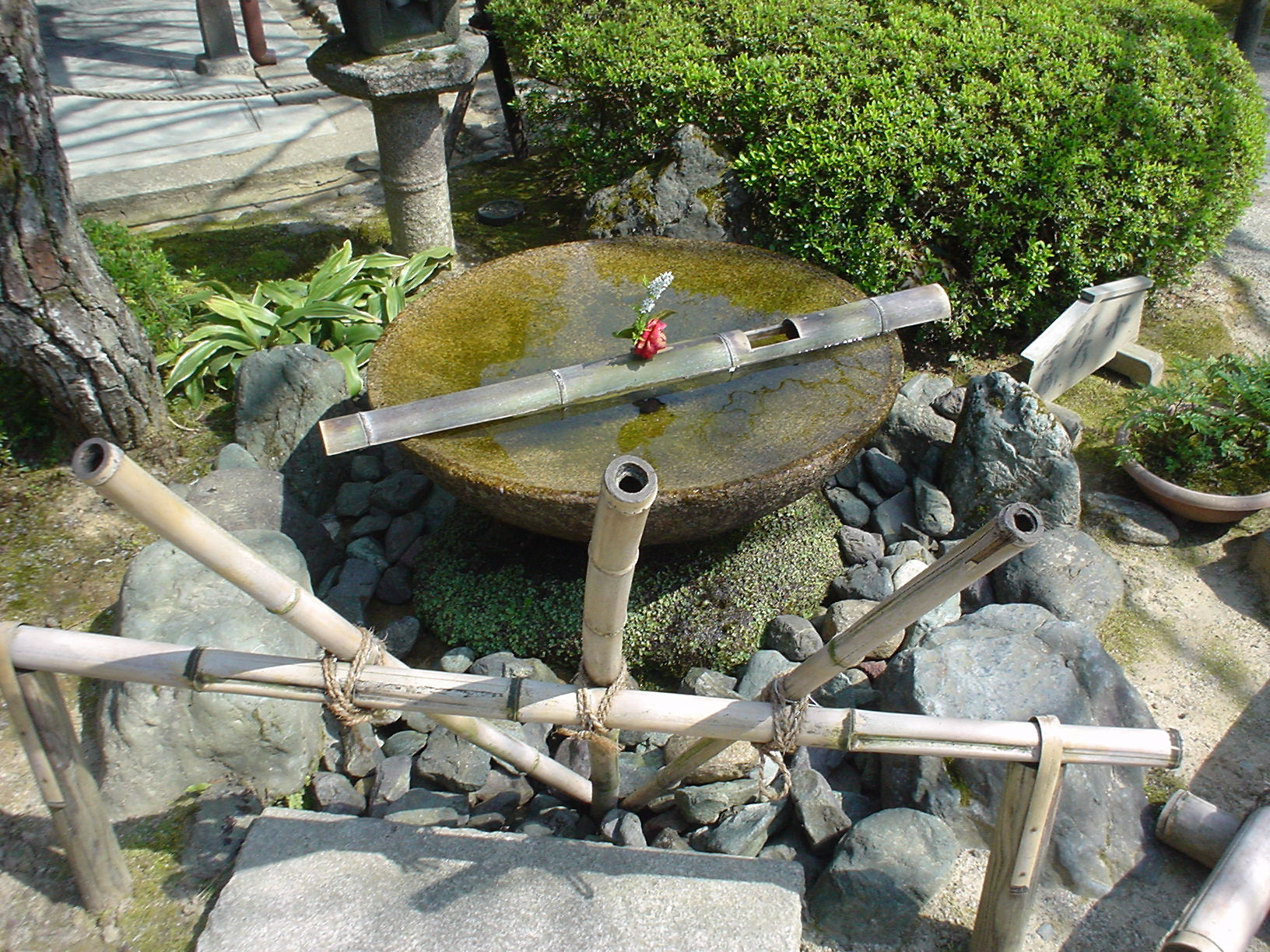
円光寺の水琴窟（京都府京都市）竹筒は音を聞くためのもの

水琴窟の音は、地中に作りだされた小さな空洞の中に水滴を落とした際に発生する音で、音を空洞内で反響させ、地上に漏らしたものである。音が小さい場合、聞くための竹筒などを設置してある場合もある。
平山勝蔵によると、水琴窟の音は底部に溜まった水の深さに影響される。平山は深さが深ければ「静的な深みのある音」が、浅ければ「騒的な軽い音」が出、水琴窟内部の空洞の高さの1/10ほど水が溜まった際に「清楚にして中和せる」、最良の音が出る。また、水滴が底部の中心部に落ちると「正確にして且豊か」で、中心から外れるほど「繁雑にしてかつ貧しきものとなる」。
瓶を用いる場合、天井入り口周辺の裏側にわざと規則的に凹凸を作ることによって、より大きな水滴ができる。大きな水滴が落ちる時に生じる、従水という「小さな水滴」が「大きな水滴」に追随して共に落ちていく事で、大きな水滴が水面に生んだ椀状ドームの中に小さな水滴が落ちて、ドームと瓶の中で音が反響し、より綺麗な音が鳴るとされている。
水滴の落ち方にはいくつかの種類がある。まず、間欠的な落ち方と連続的な落ち方があり、間欠的な落ち方には滴水の間隔が1秒ほどのもの（短間欠的点滴）と2秒以上のもの（長間欠的点滴）とがある。また、水滴が1箇所から落ちる場合（一条点滴）と2箇所または3箇所から落ちる場合（二条点滴、三条点滴）とがある。これらは水量で調整される。
水琴窟の音は「極めて静穏な庭園」において、縦穴の上部から半径2m以内の地点で明瞭に、半径4m以内の地点で比較的明瞭に聞き取ることができる。

### 音声ファイル
- 円光寺（京都府京都市）の水琴窟の音[ヘルプ/ファイル]
- 円光寺の水琴窟の音[ヘルプ/ファイル]
- 退蔵院（京都府京都市）の水琴窟の音[ヘルプ/ファイル]
- 黄梅庵（大阪府堺市）の水琴窟の音[ヘルプ/ファイル]
- 華厳寺（岐阜県揖斐郡揖斐川町）の水琴窟の音[ヘルプ/ファイル]

## 現代における様々な試み
現代では、伝統にこだわらず、様々なバリエーションの水琴窟の制作が試みられている。たとえば以下のような例がある。
- 手水鉢が併設されていない、あるいは日本庭園にはない。
- 水がとぎれることなく連続的に流れるような工夫がされている。
- 陶器の代りに金属の瓶が用いられている。
- 地面ではなく彫刻などの一部として設置されている。
- 屋内での設置。
- 音が聞こえやすいように電子的に増幅され、スピーカで流される。
- 内部のメンテナンスができるように設計されたものがある。

上記のいくつかを兼ね備えた例として京都駅ビルにあった水琴モニュメント「火の鳥水時計」や名古屋駅ビル12階にある水琴モニュメント、洲本市民広場にあるモニュメント「くにうみの刻」が挙げられる。

## ギャラリー

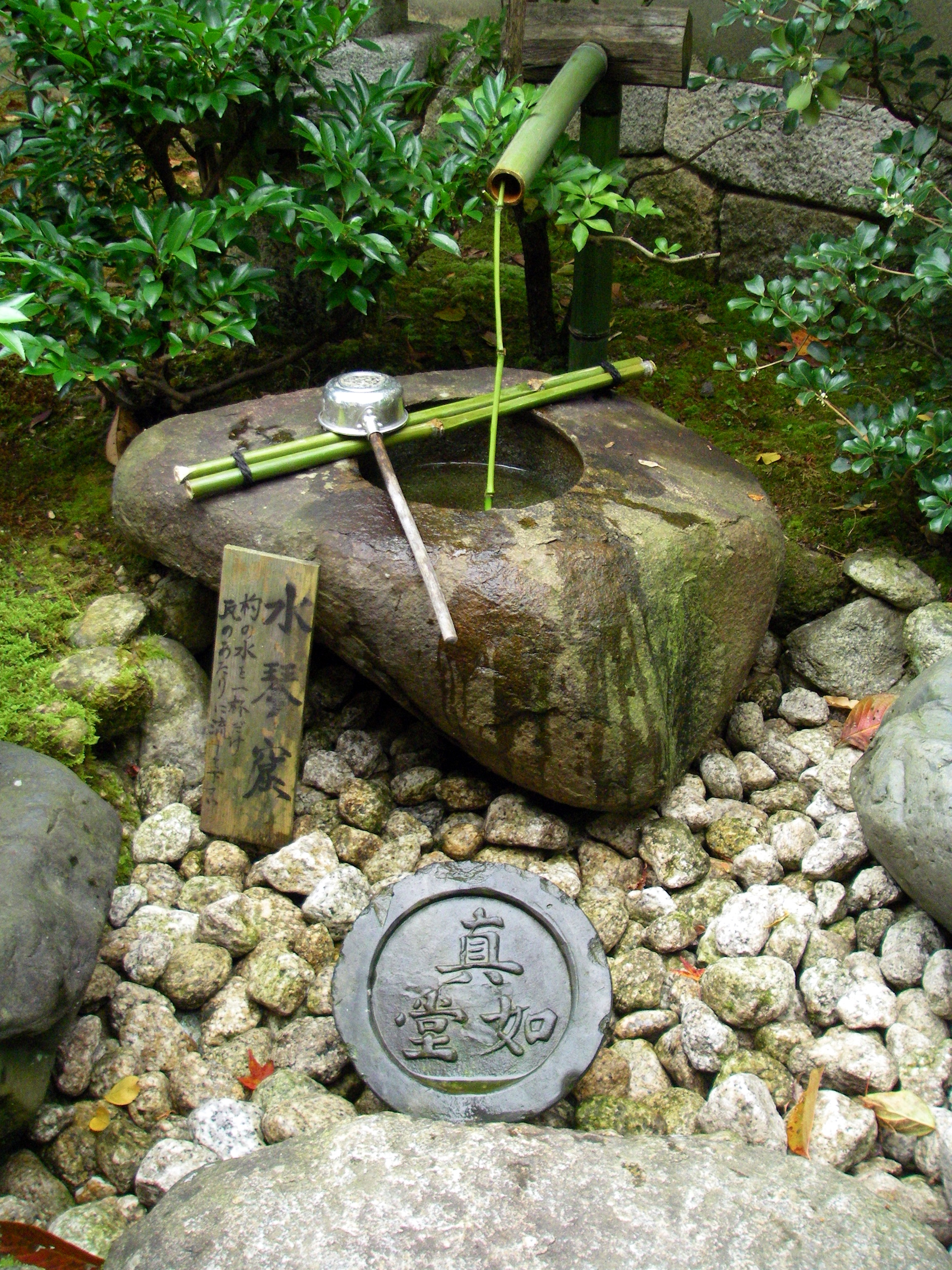
真正極楽寺の水琴窟
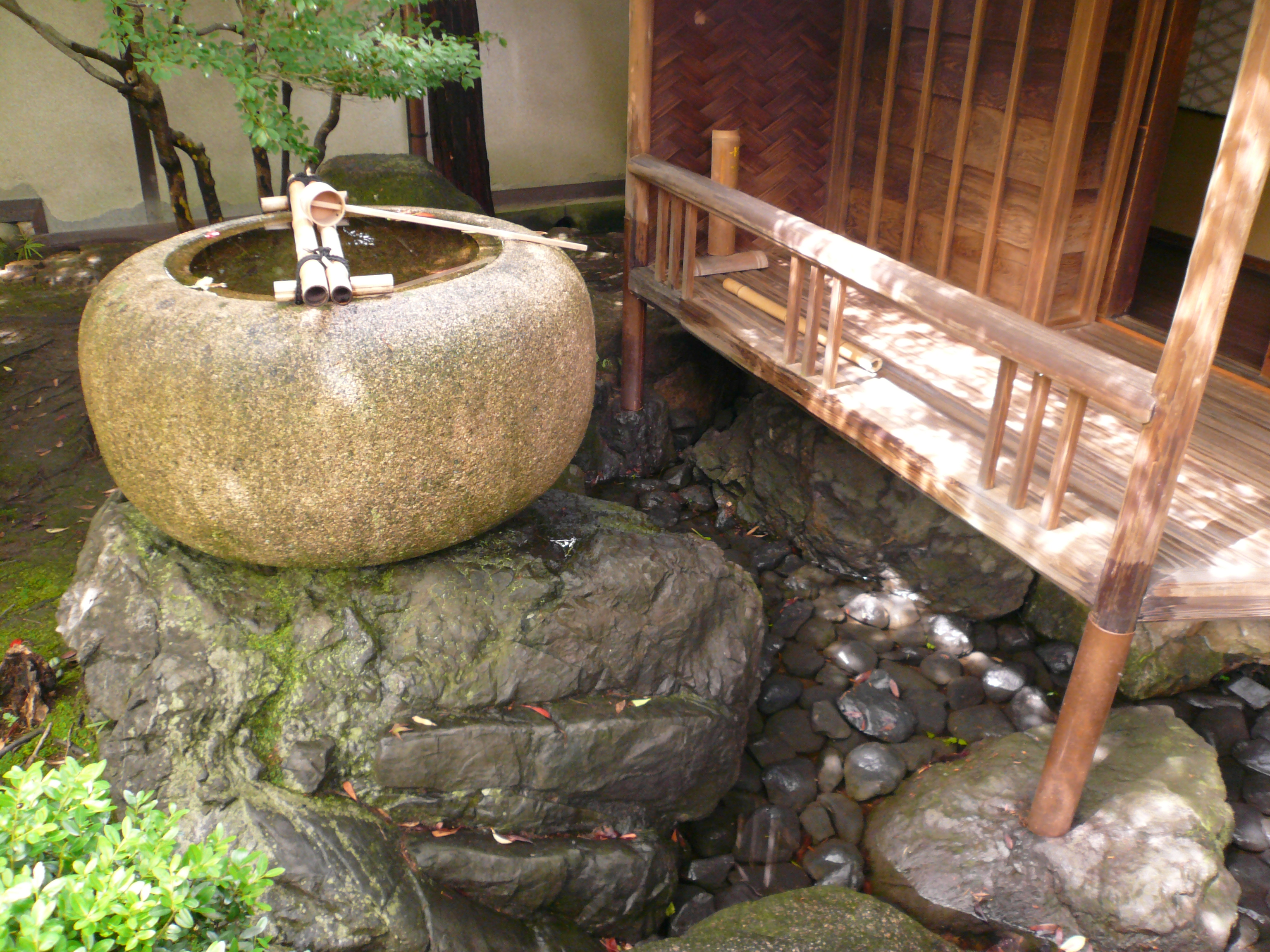
一宮市尾西歴史民俗資料館別館（旧林家住宅）の水琴窟（愛知県一宮市）
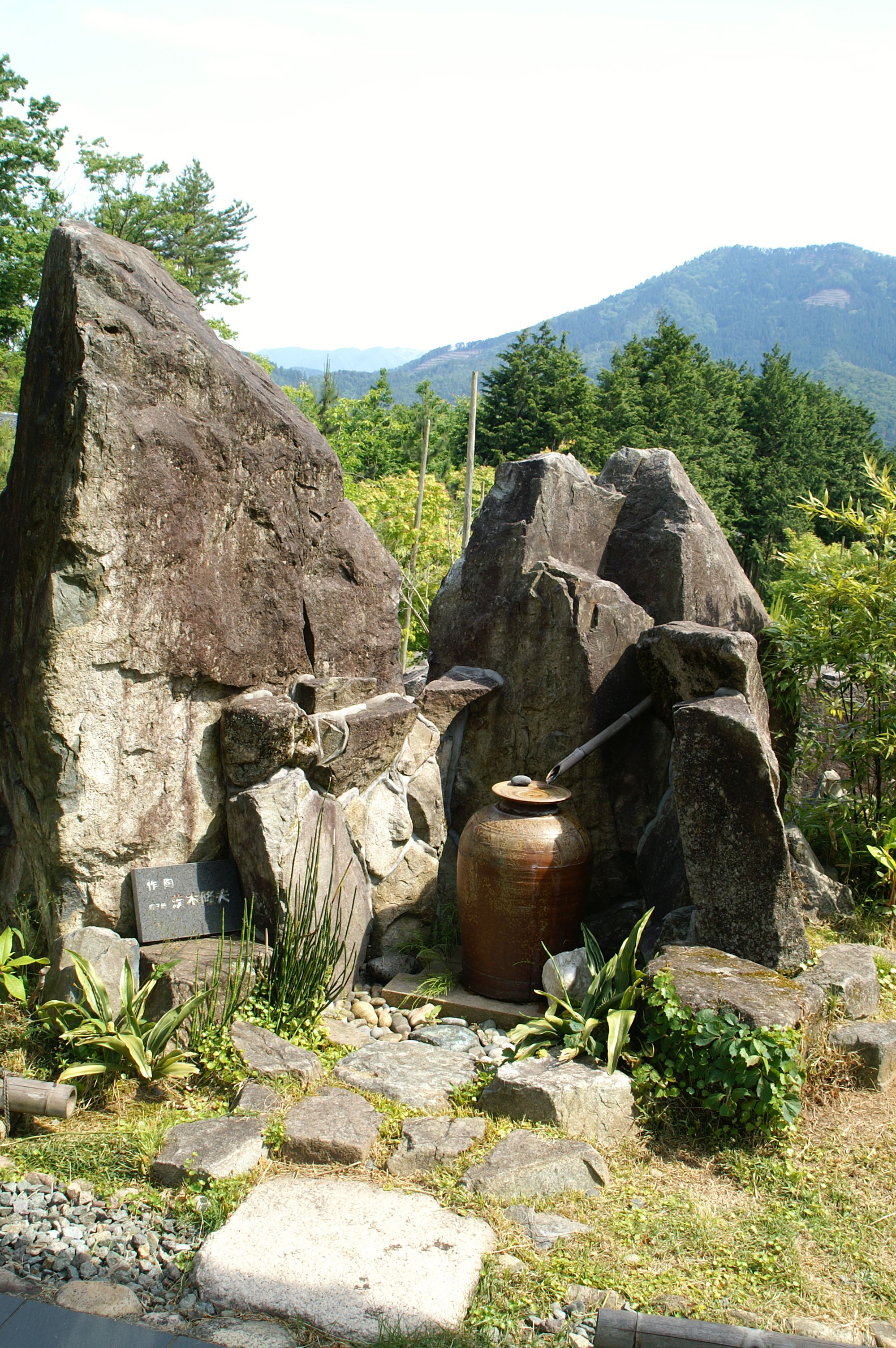
兵庫県養父市にある水琴窟
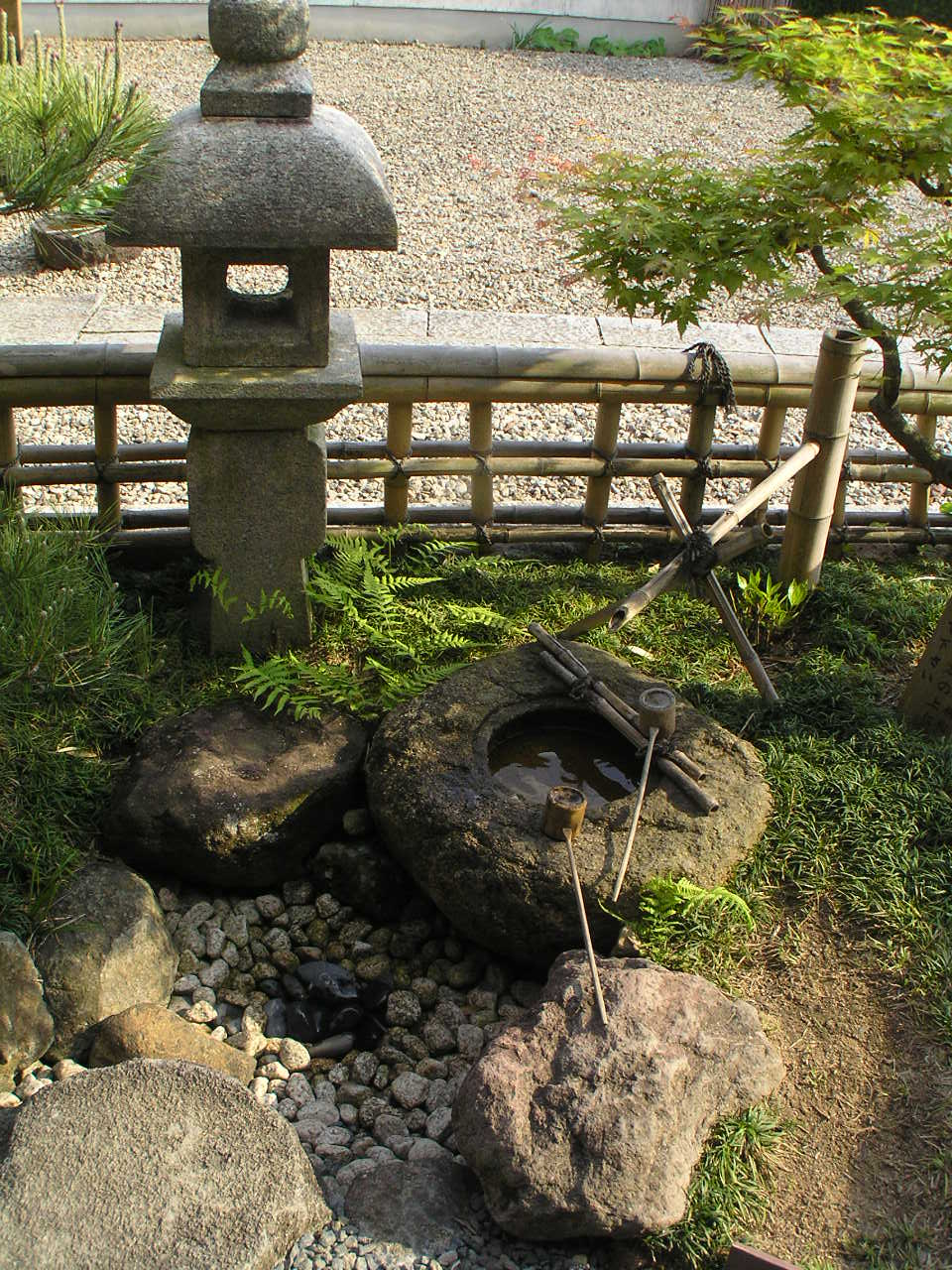
安間家庭園の丹波水琴窟
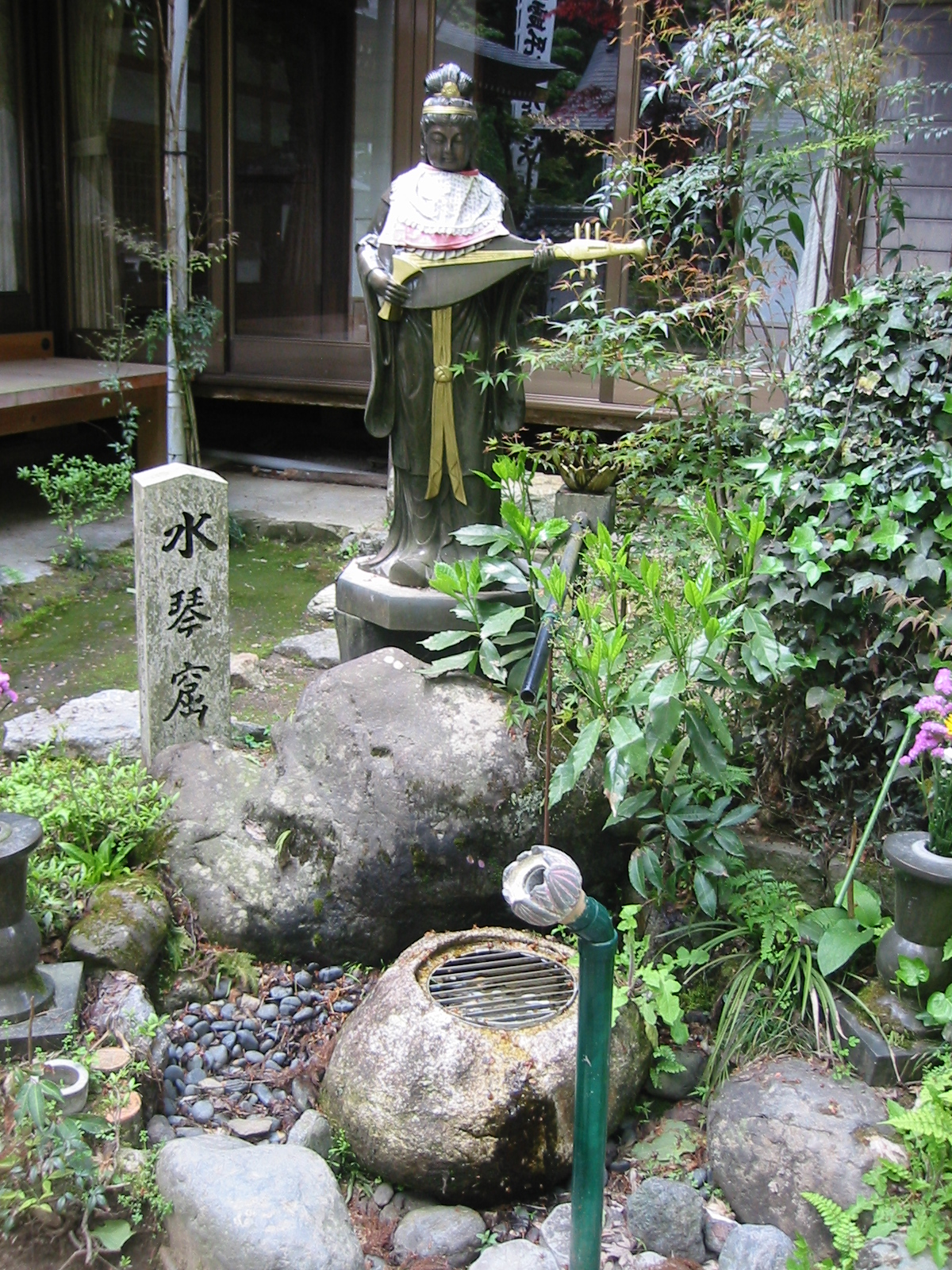
華厳寺の水琴窟（岐阜県揖斐郡揖斐川町）
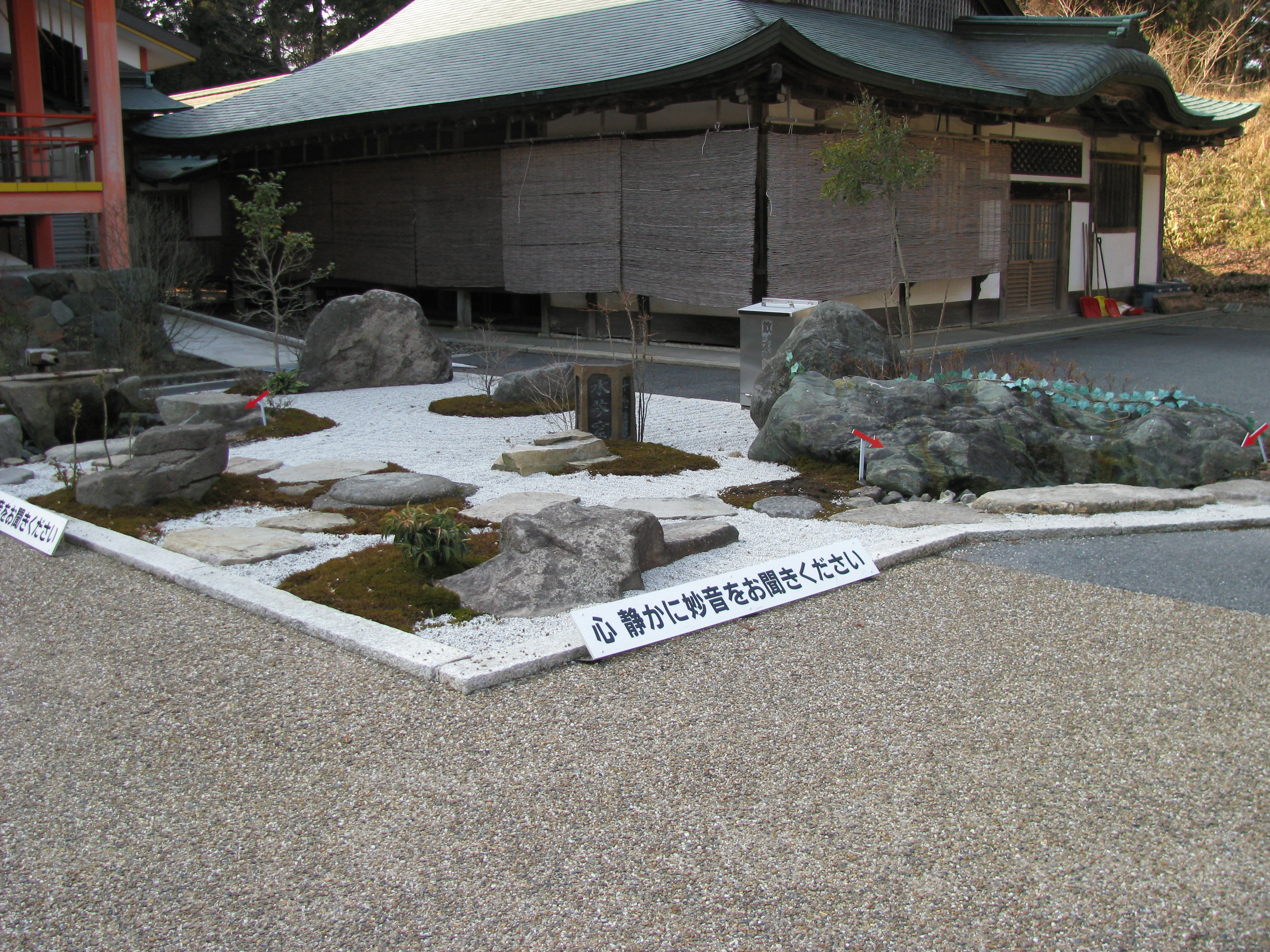
延暦寺の阿弥陀堂前の水琴窟
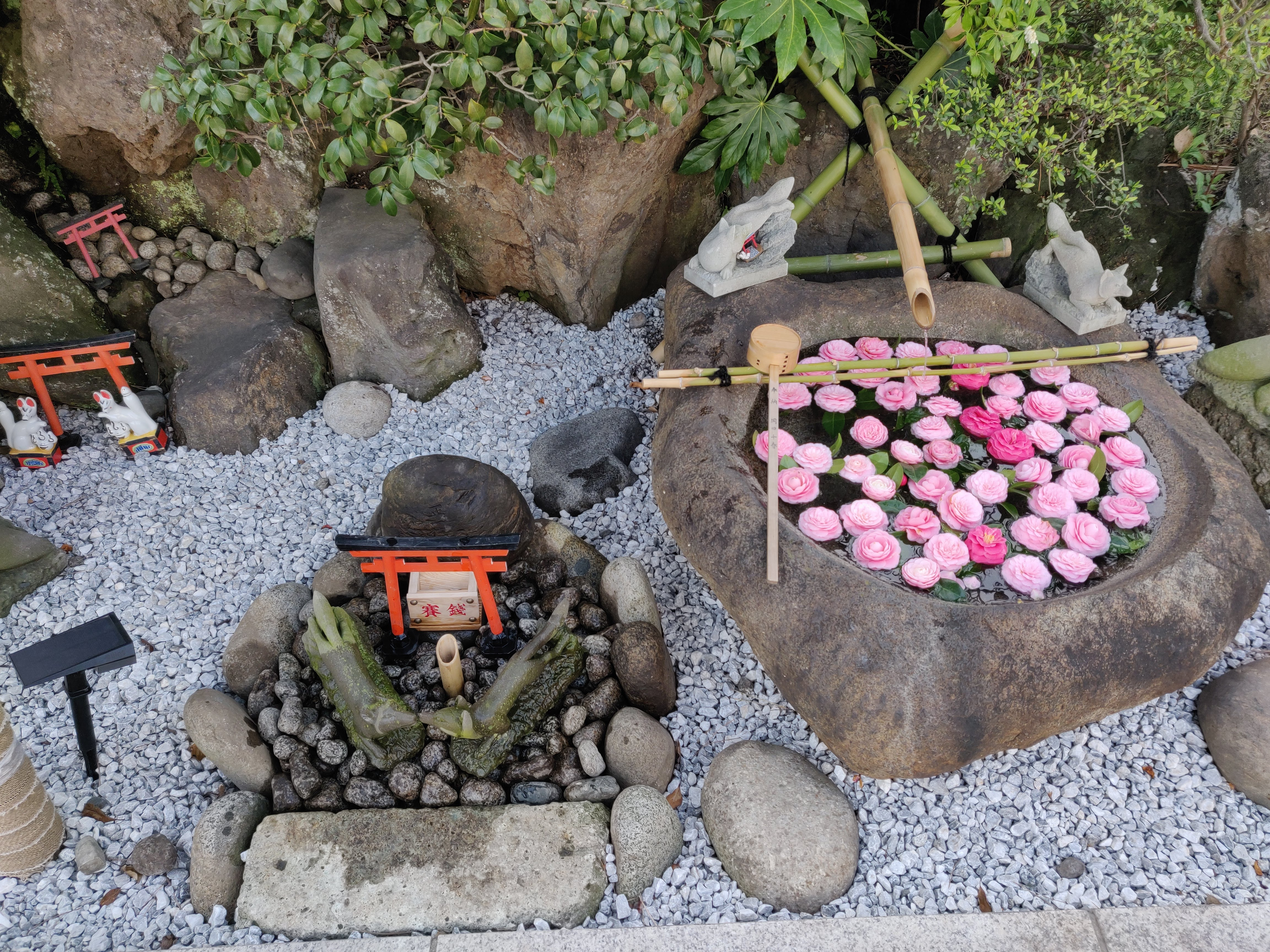
穴守稲荷神社の水琴窟